# Collasso tracheale

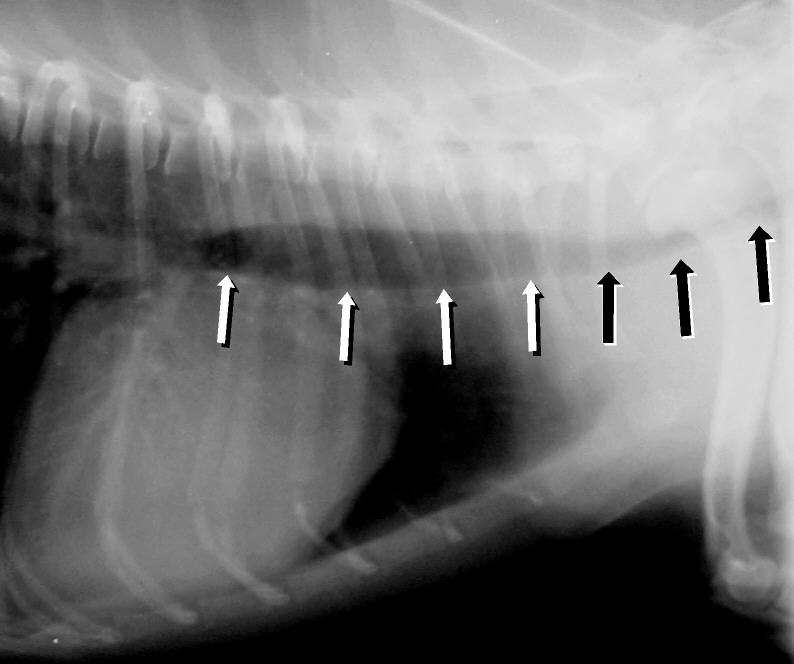
Collasso tracheale visto in radiografia.

Il collasso tracheale è una condizione caratterizzata da una formazione incompleta o dall'indebolimento degli anelli cartilaginei della trachea con risultato dell'appiattimento della trachea. Può essere congenito o acquisito, ed extratoracico o infratoracico (all'interno o all'esterno della cavità toracica) Il collasso tracheale è una condizione dinamica. Il collasso della trachea cervicale (nel collo) avviene durante l'inspirazione; il collasso della trachea toracica (nel petto) avviene durante l'espirazione. Questa patologia è riscontrabile prevalentemente nei cani di piccola taglia, vedi collasso tracheale nel cane